# Ronda Rousey
Ronda Jean Rousey (n. 1 februarie 1987, Santa Monica, California, SUA) este o luptătoare americană de arte marțiale mixte și judoka retrasă. Rousey a fost prima campioană la categoria cocoș feminină din UFC, precum și fostă campioană la aceeași categorie, în desființată,Strikeforce. Învingând majoritatea adversalelor prin predare (armbar sau braț de pârghie), Rousey a devenit prima femeie americană care a câștigat o medalie olimpică la judo (bronz), obținută la Jocurile Olimpice de la Beijing 2008.
În 2013 Ronda a fost luptătoarea numărul unu în de arte marțiale mixte feminine din lume. În prezent, este clasată pe poziția a doua la categoria sa de greutate.

## Carieră în WWE

### Raw (2018-prezent)
La finalul evenimentului Royal Rumble 2018 a apărut surprinzător după victoria lui Asuka în primul meci feminin Royal Rumble aratând logo-ul Wrestlemania 34. A indicat apoi l-a ESPN că a semnat un contract cu WWE. Jacheta pe care Rousey o purta în timpul acestei apariții aparținea lui Rowdy Roddy Piper, care ia fost dat de fiul său. La 25 februarie la evenimentul Elimination Chamber, Rousey a fost implicată într-o altercație în ring cu Triple H și Stephanie McMahon, după care și-a semnat contractul (storyline). La 5 martie 2018, sa confirmat că debutul său într-un ring al companiei va avea loc la Wrestlemania 34, facând echipă cu Kurt Angle într-o luptă mixtă împotriva lui Triple H și Stephanie McMahon. Lupta a fost câștigată de echipa Rousey-Angle după ce Kurt l-a lăsat pe Triple H în afara ringului și Ronda i-a aplicat un supelx violent lui Stephanie pentru a aplica ulterior un "Armbar" provocând predarea lui Stephanie.

## Viața personală
Ronda Rousey a fost născută în Riverside County, California. Mama sa, Ann Maria Rousey DeMars, de asemenea, a avut o carieră condecorată în judo și a fost prima americană care a câștigat un campionat mondial în această disciplină cu victoria sa în 1994. Ronda este de ascendență venezueleană din partea mamei. Rousey a apărut în ESPN Magazine's 2012 Body Issue.
Runda a urmat diferite diete de-a lungul carierei sale profesionale, pentru a însoți performanța ei fizice și conștientizarea ei despre nutriție. Rousey a fost vegetariană, dar descrie dieta actuală drept "un fel de amestec între paleodieta și dieta de războinic".
Ca anecdotă, explicând sale clasice dislocare de braț, cu care, de obicei, finalizează cele mai multe dintre luptele sale, Rousey a spus că mama ei a sărit pe ea în fiecare dimineață să o trezească cu această tehnică.
A indicat că a avea sex înainte de o luptă este bun pentru o luptătoare, și că are destul sex zile înainte de luptele sale pentru a crește nivelul de testosteron.

## Rezultate în arte marțiale mixte
| Rezultate profesioniste |             |              |
| 14 meciuri              | 12 victorii | 2 înfrângeri |
| Prin knockout           | 3           | 2            |
| Prin predare            | 9           | 0            |
| La puncte               | 0           | 0            |

| Rezultat   | La general | Adversar        | Metodă                        | Eveniment                                  | Data              | Runda | Timp | Locația                                | Note |
| ---------- | ---------- | --------------- | ----------------------------- | ------------------------------------------ | ----------------- | ----- | ---- | -------------------------------------- | --- |
| Înfrângere | 12–2       | Amanda Nunes    | TKO (punches)                 | UFC 207                                    | 30 decembrie 2016 | 1     | 0:48 | Las Vegas, Nevada, United States       | For the UFC Women's Bantamweight Championship.                                                                   |
| Înfrângere | 12–1       | Holly Holm      | KO (head kick and punches)    | UFC 193                                    | 15 noiembrie 2015 | 2     | 0:59 | Melbourne, Australia                   | Lost the UFC Women's Bantamweight Championship. Fight of the Night.                                              |
| Victorie   | 12–0       | Bethe Correia   | KO (punch)                    | UFC 190                                    | 1 august 2015     | 1     | 0:34 | Rio de Janeiro, Brazil                 | Defended the UFC Women's Bantamweight Championship. Performance of the Night.                                    |
| Victorie   | 11–0       | Cat Zingano     | Submission (straight armbar)  | UFC 184                                    | 28 februarie 2015 | 1     | 0:14 | Los Angeles, California, United States | Defended the UFC Women's Bantamweight Championship. Performance of the Night.                                    |
| Victorie   | 10–0       | Alexis Davis    | KO (punches)                  | UFC 175                                    | 5 iulie 2014      | 1     | 0:16 | Las Vegas, Nevada, United States       | Defended the UFC Women's Bantamweight Championship. Performance of the Night.                                    |
| Victorie   | 9–0        | Sara McMann     | TKO (knee to the body)        | UFC 170                                    | 22 februarie 2014 | 1     | 1:06 | Las Vegas, Nevada, United States       | Defended the UFC Women's Bantamweight Championship. Performance of the Night.                                    |
| Victorie   | 8–0        | Miesha Tate     | Submission (armbar)           | UFC 168                                    | 28 decembrie 2013 | 3     | 0:58 | Las Vegas, Nevada, United States       | Defended the UFC Women's Bantamweight Championship. Submission of the Night. Fight of the Night.                 |
| Victorie   | 7–0        | Liz Carmouche   | Submission (armbar)           | UFC 157                                    | 23 februarie 2013 | 1     | 4:49 | Anaheim, California, United States     | Defended the UFC Women's Bantamweight Championship.                                                              |
| Victorie   | 6–0        | Sarah Kaufman   | Submission (armbar)           | Strikeforce: Rousey vs. Kaufman            | 18 august 2012    | 1     | 0:54 | San Diego, California, United States   | Defended the Strikeforce Women's Bantamweight Championship; Later promoted to UFC Women's Bantamweight Champion. |
| Victorie   | 5–0        | Miesha Tate     | Submission (armbar)           | Strikeforce: Tate vs. Rousey               | 3 martie 2012     | 1     | 4:27 | Columbus, Ohio, United States          | Bantamweight debut. Won the Strikeforce Women's Bantamweight Championship.                                       |
| Victorie   | 4–0        | Julia Budd      | Submission (armbar)           | Strikeforce Challengers: Britt vs. Sayers  | 18 noiembrie 2011 | 1     | 0:39 | Las Vegas, Nevada, United States       | |
| Victorie   | 3–0        | Sarah D'Alelio  | Technical Submission (armbar) | Strikeforce Challengers: Gurgel vs. Duarte | 12 august 2011    | 1     | 0:25 | Las Vegas, Nevada, United States       | |
| Victorie   | 2–0        | Charmaine Tweet | Submission (armbar)           | HKFC: School of Hard Knocks 12             | 17 iunie 2011     | 1     | 0:49 | Calgary, Alberta, Canada               | Catchweight (150 lbs) bout.                                                                                      |
| Victorie   | 1–0        | Ediane Gomes    | Submission (armbar)           | KOTC: Turning Point                        | 27 martie 2011    | 1     | 0:25 | Tarzana, California, United States     | |